# ベトレン・ガーボル
ベトレン・ガーボル（ハンガリー語：Bethlen Gábor；ルーマニア語：Gabriel Bethlen；ドイツ語：Gabriel Bethlen von Iktár, 1580年 - 1629年11月15日）は、トランシルヴァニア公（在位：1613年 - 1629年）、オポーレ公（在位：1622年 - 1625年）、そして王領ハンガリーにおける反ハプスブルク家反乱の指導者。三十年戦争にも参加し、積極的にプロテスタント陣営を支援した。

## 生涯

### トランシルヴァニア公
1580年、ハンガリーの由緒ある貴族ベトレン家のイクタールを領する家系に生まれた。生地はマロシイェ（現在のルーマニア領イリア）で、叔父のアンドラーシ・ラーザールの城があるサールヘジ（現在のルーマニア領ラザレア）で教育を受けた後トランシルヴァニア公バートリ・ジグモンドの宮廷に送り込まれ、そこで行われたワラキア遠征で戦功を立てた。
1605年、ベトレンはボチュカイ・イシュトヴァーンがトランシルヴァニア公となるのを支援し、自分はその首席顧問官の地位におさまった。ボチュカイの後継者となったバートリ・ガーボル公の支持者ともなったが、バートリが卓越した能力をもつベトレンを疎むようになると、宮廷にいられなくなってオスマン帝国への避難を余儀なくされた。
1613年、ベトレンはバートリと戦うべく大軍を率いてトランシルヴァニアに戻ってきたが、バートリはその年のうちに自分の2人の部下の手で殺された。こうして、ベトレンはオスマン帝国の力でトランシルヴァニア公の座にのぼった。ウィーン宮廷とつながりの強い人物がバートリの後を継ぐことを望んでいたハプスブルク家の神聖ローマ皇帝は、トルコ人のイスタンブール宮廷の同盟者であるベトレンの即位に反対したが、10月13日、コロジュヴァール（現在のルーマニア領クルージュ＝ナポカ）で開かれたトランシルヴァニア議会から承認され、1615年には神聖ローマ皇帝マティアスによって正式なトランシルヴァニア公と認められている。この時、ベトレンはマティアスと秘密協定を結び、オスマン帝国に対するハプスブルク帝国の戦争を支援すると約束している。
前任者達のように残虐行為や乱行を働かなかったおかげで、ベトレンは家父長的であると同時に非常に啓蒙的な絶対主義支配を確立することが出来た。彼は鉱山を開発し、産業を育成し、トランシルヴァニアで行われていた対外貿易の多くを政府の統制下においた。ベトレンの役人達は沢山の物品を固定価格で買い上げてそれを外国で高く売ったので、ベトレンの時代に公国の歳入は2倍近くに跳ね上がった。
文化の奨励も行い、首都ジュラフェヘールヴァール（現在のアルバ・ユリア）に巨大な宮殿を新築し、豪華な宮廷生活を送り、自ら讃美歌を作曲し、芸術や学問（特に自らが信奉するカルヴァン主義に関するもの）を庇護した。アカデミーも創設して王領ハンガリーから大勢のプロテスタント牧師や教師を呼び寄せ、そのアカデミーから多くの生徒をイングランドやネーデルラント、ドイツのプロテスタント領邦にあるプロテスタント大学に送り込んだ。またプロテスタント牧師全員に世襲貴族の地位を与え、領主達が農奴の子供を学校に行かせないようにすることを禁止した。

### 三十年戦争

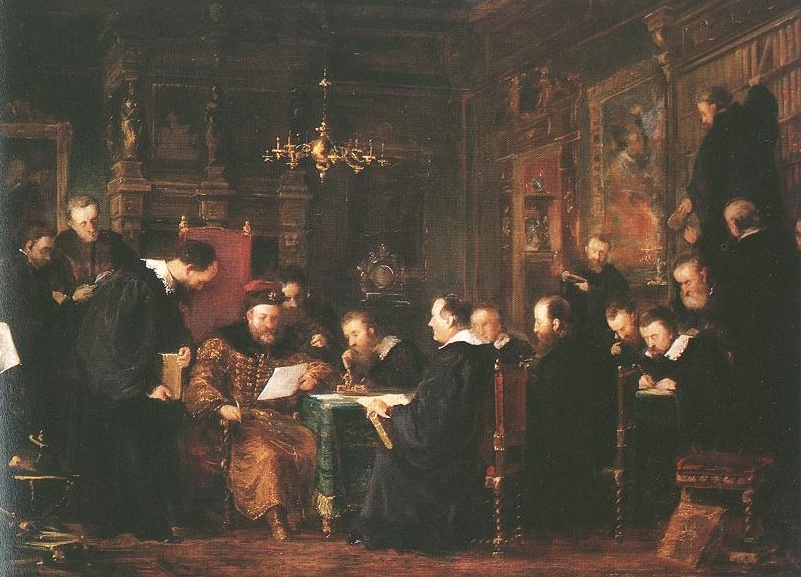
ベトレンと学者達

ベトレンは豊かな財源を背景に有能な傭兵軍を自分に従えて、この傭兵軍を使って自らの野心的な対外政策を推進していった。彼はオスマン帝国とは友好的な関係を保ちつつ、北と西に軍隊を進めた。
ベトレンが中央ヨーロッパで三十年戦争が展開されている最中の1619年から1626年にかけて、トランシルヴァニアと隣り合う王領ハンガリーへの侵入を繰り返したのにはいくつかの理由があった。ベトレンは個人的な野心に突き動かされていた面もあったが、王領ハンガリーを支配するハプスブルク帝国の絶対主義に反対していたからである。
ハプスブルク家は王領ハンガリーに対抗宗教改革を導入することに成功しつつあり、同地域に住むプロテスタント達の財産を没収するようになり、ベトレンはプロテスタント信仰の自由を守ることに非常に敏感であった。また、ハプスブルク政府は、かつてボチュカイ・イシュトヴァーンが起こした反乱を終わらせるために結んだウィーンの和約での取り決めを無視するようになり、1615年にベトレンと交わした秘密協定をも無視してトルコとの和平を延長させ、ベトレンと敵対する上部ハンガリー（現在のスロバキアとその付属地域）の太守ドルジェト・ジェルジと同盟を結ぶに至っていた。こうしたことが、ベトレンの出兵につながったといえる。
皇帝フェルディナント2世は1618年にボヘミアで起きた反乱への対応に追われていたが、ベトレンは1619年8月に王領ハンガリーに攻め入り、9月にカッサ（コシツェ）を占領した。そして同市において、ベトレンを支持するプロテスタント達は、彼をハンガリーの「首長」にしてプロテスタントの擁護者であると宣言した。ベトレンはすぐさま現在のスロヴァキア地域を完全に制圧し、10月には王領ハンガリーの首都プレスブルクを陥落させた。同市にいたハンガリー宮中伯は、聖イシュトヴァーンの王冠をベトレンに差し出した。
ベトレンの軍勢はインジフ・マティアーシュ・トゥルン伯爵の率いるボヘミアとモラヴィアのチェコ人等族軍に合流したが、反乱軍は11月にウィーンを陥落させようとして失敗、ベトレンはドルジェト・ジェルジと悪名高いポーランド人傭兵部隊リソフチツィから攻撃を受け、オーストリアから撤退せざるを得なくなった。ベトレンはハプスブルク家との和平に切り替え、プレスブルク（ブラチスラヴァ）、カッサ（コシツェ）、ベステルツェバーニャ（バンスカー・ビストリツァ）などトランシルヴァニア軍が占領した地域の諸都市で交渉が行われた。
当初、ベトレンが和平交渉にチェコ人達も参加させるよう求めたため交渉は決裂するかと思われたが、1620年1月に和約が結ばれて、ベトレンは王領ハンガリー東部の13の都市を獲得した。8月20日、ベステルツェバーニャで開かれた議会で、出席した等族はオスマン帝国の同意のもと、ベトレンをハンガリー王に選出したが、ハプスブルク家との和解を重んじ、ハンガリーの再統一を理想とするベトレンは国王選出を拒んだ。ところがこの国王選出が契機となって、9月にはトランシルヴァニアとハプスブルクとの戦争が王領ハンガリーとインナーエスターライヒ（下オーストリア）で再開された。

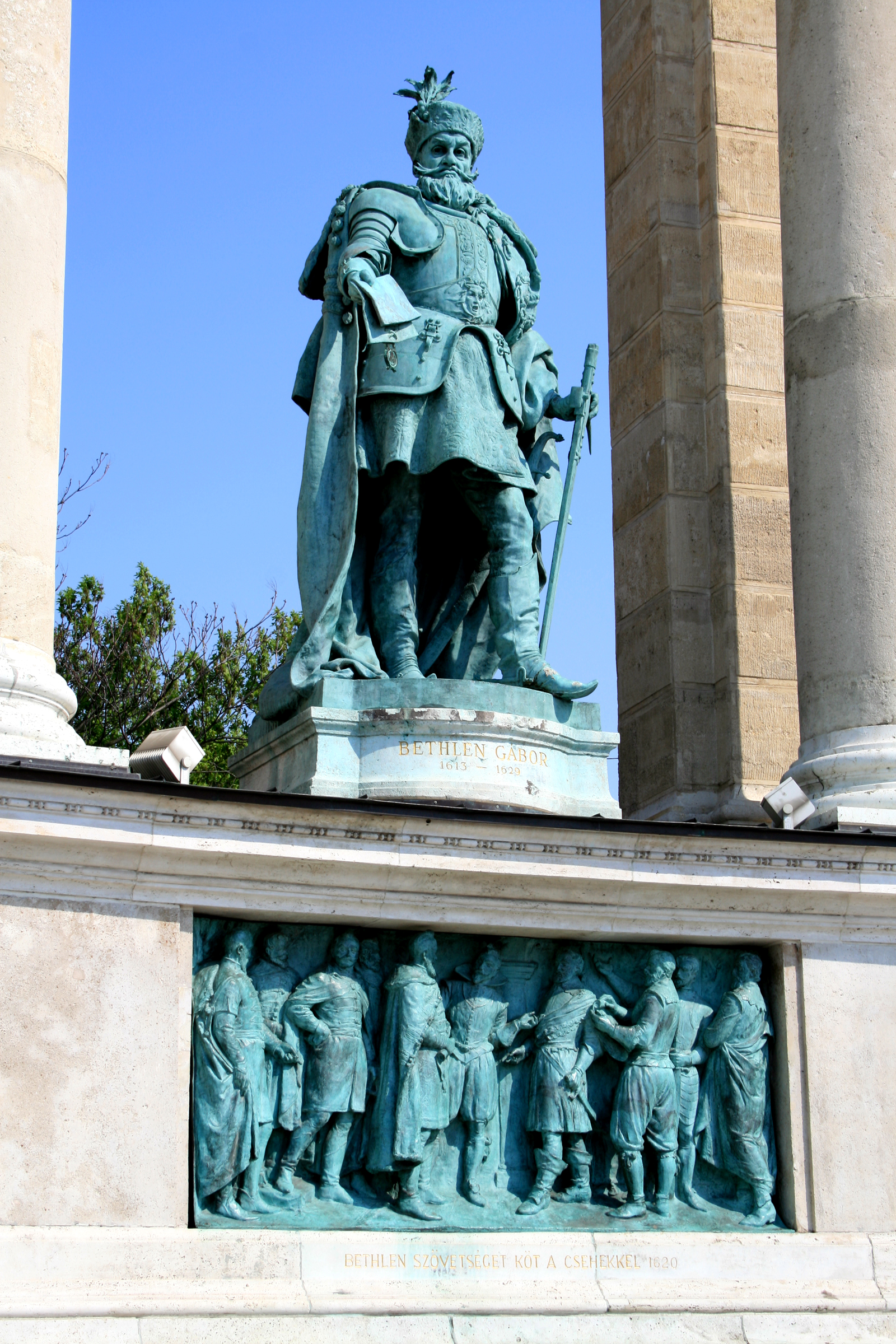
ブダペストの英雄広場に立つベトレンの像

11月8日、皇帝軍がビーラー・ホラの戦いでチェコ人反乱軍を壊滅させる（この時、ベトレンはチェコ人を支援するため3000人の軍勢を送り込んだが戦いに間に合わなかった）と、ベトレンはハプスブルク家に対する再度の反乱を開始した。フェルディナント2世はボヘミアのプロテスタント貴族に残酷な報復を行ったうえ、王領ハンガリーを再征服、首都プレスブルクは1621年5月に、鉱山都市を含む中央部は同年6月に皇帝軍の支配下に入った。ベトレンの支配下におかれていた地域のプロテスタント貴族は、自分達の期待していたカトリックからの没収財産の分け前にあずかれないことを不満に思っており、ベトレンに対する支持を取り下げた。
ベトレンはオスマン帝国から直接支援を受けているわけではなかったため、すぐに皇帝軍との戦いに乗り出すわけにもいかず、皇帝側との和平交渉を始めた。12月31日、ニコルスブルクの和約が結ばれ、フェルディナント2世が1606年のウィーンの和約（ハンガリーにおけるプロテスタント信仰の自由を保障していた）を確認し、半年以内にハンガリー議会を招集することを条件に、ベトレンは正式にハンガリー王の称号を放棄すると宣言した。ベトレンはこの和約に際して、トランシルヴァニアの「統治君主」という形式的な称号、ティサ川上流域（現在のスロヴァキア、ウクライナ、ハンガリー、ルーマニアにまたがる地域）周辺の7郡、トカイ、ムンカーチ、エチェドの要塞、そしてシロンスク地方の小国家オポーレ公国を手に入れた。

### 晩年
ベトレンは和約後も上部ハンガリーへの侵攻を1623年から1624年、1626年の2度に渡って行っているが、どちらも反ハプスブルクを標榜するプロテスタント勢力の直接の同盟者という立場であった。最初の紛争は1624年のウィーンの和約で、2度目は1626年のプレスブルクの和約で終わった。これら2つの和平条約はどちらも1621年のニコルスブルクの和約を確認するものだった。
2度目の遠征が終わった後、ベトレンはウィーン宮廷との友好関係を修復しようと試み、トルコ人を共通の敵とする軍事同盟の締結や、自分自身とオーストリアの大公女との結婚を構想していたが、フェルディナント2世に断られたため、対トルコ戦争計画を放棄せざるを得なくなった。こうした失敗もあって、ベトレンはウィーンから帰ってまもなくブランデンブルク選帝侯ヨーハン・ジギスムントの娘カタリーナと再婚し、プロテスタント勢力の同盟者としての地位をさらに固めることになった（最初の妻カーロイ・ジュジャンナは1622年に死去）。結婚後、ベトレンはカタリーナの姉の夫であるスウェーデン王グスタフ2世アドルフのポーランド王位獲得のための戦いを支援した。
1629年11月15日、トランシルヴァニアと王領ハンガリーを統一するという壮大な計画を完遂することのないまま49歳で亡くなった。後継者には前もって妻カタリーナがトランシルヴァニア公に選出されていた。翌1630年にカタリーナは退位、新たにラーコーツィ家からラーコーツィ・ジェルジ1世が選出され、ベトレンと並ぶトランシルヴァニアの全盛期を築いた。
ベトレンはその生きた時代の最も魅力的かつ独創的な人物の1人だった。25回も聖書を通読したことを誇りとする熱心なカルヴァン派信徒であったが、宗派的な偏見を持つことなく、イエズス会の修道士カールディ・ジェルジに自分用の聖典を翻訳・印刷させたこともあった。ベトレンは生涯にわたり同時代の第一級の政治家達と渡りあっており、その書簡は最も重要かつ興味深い歴史史料の1つである。
| 先代 バートリ・ガーボル                  | トランシルヴァニア公 1613年 - 1629年 | 次代 カタリーナ・フォン・ブランデンブルク |
| 先代 バートリ・ジグモンド （1598年まで） | オポーレ公 1622年 - 1625年           | 次代 ヴワディスワフ4世 （1645年から）     |